# باچیناتس
باچیناتس (به صربی: Bačinac) یک روستا در صربستان است که در اسمدرفسکا پلانکا واقع شده‌است. باچیناتس ۷۸۹ نفر جمعیت دارد.